# Ткибульская ГЭС
Ткибульская ГЭС (Ткибули ГЭС, Дзеврула ГЭС) — гидроэлектростанция на реке Ткибули (приток реки Квирила) в Грузии вблизи города Ткибули. Входит в состав Шаори-Ткибульского каскада ГЭС, являясь его нижней ступенью. Первый агрегат ГЭС пущен в 1956 году.
Конструктивно представляет собой высоконапорную деривационную ГЭС с регулирующим водохранилищем. Гидравлическая схема станции подразумевает использование стока реки Ткибули, а также поступающего с Шаорской ГЭС стока реки Шаора . Река Ткибули протекает в местности с широким развитием карстовых явлений, и до создания водохранилища ГЭС пропадала в карстовой воронке. Состав сооружений ГЭС:
- Земляная плотина на реке Ткибули длиной 1605 м. Плотина образует Ткибульское водохранилище полным объёмом 80 млн м³ и полезным объёмом 65 млн м³.
- Водоприёмник с двумя отверстиями, обеспечивающий забор воды в объёме 34 м³/с в деривацию.
- Горизонтальный водовод длиной 32 м.
- Наклонная шахта длиной 48 м.
- Два напорных деривационных тоннеля общей длиной 2158 м, соединённых железобетонным водоводом длиной 64 м.
- Уравнительный резервуар (однокамерная шахта).
- Наклонный тоннель, в котором размещён однониточный свободнолежащий металлический турбинный водовод длиной 534,5 м, разветвляющийся у здания ГЭС на четыре нитки труб.
- Здание ГЭС.
- ОРУ.

Мощность ГЭС — 80 МВт, среднегодовая выработка — 174 млн кВт·ч. В здании ГЭС установлено 4 гидроагрегата с вертикальными радиально-осевыми турбинами, работающими при максимальном напоре 310 м, максимальный расход через каждую турбину — 8,5 м³/с. Турбины приводят в действие гидрогенераторы мощностью по 20 МВт.
С 2007 года, Ткибульская ГЭС принадлежит чешской компании Energo-Pro. Оборудование ГЭС устарело, нуждается в замене и реконструкции.